# Прапор Ірану
Прапор Ірану — один з офіційних символів Ірану. Офіційно затверджений 29 липня 1980 року і відображає зміни, які відбулись у країні після Ісламської революції.
Прапор складається з трьох однакових за розміром стрічок — зеленої, білої та червоної. Зелений колір символізує родючість, порядок та радість, білий — мир, червоний — мужність та пролиту на війні кров. Ці кольори існують на прапорі Ірану з 20 століття, проте у центрі був зображений лев із мечем, символ стародавньої Персії. Після Ісламської революції лев був замінений на слово «Аллах». Воно складається з чотирьох півмісяців із мечем посередині. Крім цього, у зелену та червону стрічки куфічними літерами 22 рази вписаний вираз «Аллаху Акбар» (Бог великий). Це посилання на Ісламську революцію, яка відбулась на 22 день 11 місяця згідно з іранським календарем.
Композиція кольорів відповідає прапору Таджикистану, що обумовлено етнічною, культурною та мовною близькістю двох народів.

## Опис прапора

### Емблема

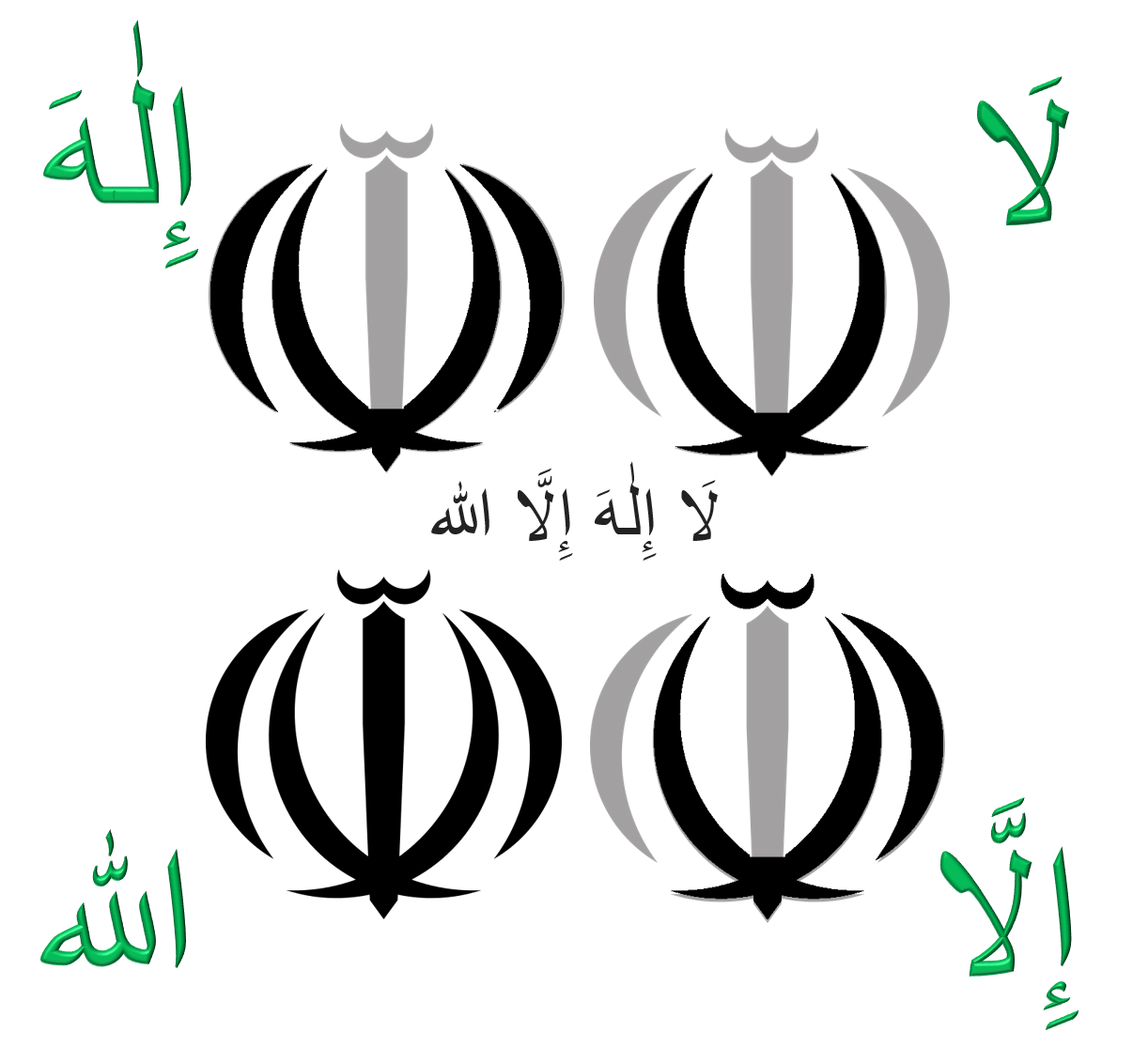
Таухід є емблемою Ірану

Згідно з конституцією 1980 року, парламент Ірану змінив державний прапор і печатку, оскільки Лев і Сонце були замінені червоною емблемою у центрі прапора. Розроблено Хамідом Надімі, і офіційно схвалений парламентом і лідером Великим аятолою Хомейні 9 травня 1980 року, ця емблема є дуже стилізованою сумішшю різних ісламських елементів: геометрично симетрична форма слова Аллах ("Бог") і частини фрази, що накладаються один на одного, lā ʾilāha ʾillā l-Lāh (Немає Бога, крім Аллаха), утворюючи монограму, що складається з чотирьох півмісяців і лінії у формі тюльпана. Чотири півмісяці читаються справа наліво; перший півмісяць — літера алеф, другий півмісяць — перший лам; вертикальна лінія — другий «лам», а третій і четвертий півмісяць разом утворюють «heh». Над центральною рискою є ташдід (діакритичний знак, що вказує на гемінацію), що нагадує букву "W". Форма тюльпана емблеми в цілому вшановує пам’ять про тих, хто загинув за Іран, і символізує цінності патріотизму та самопожертви, спираючись на легенду про те, що червоні тюльпани ростуть із пролитої крові мучеників. Ця емблема дещо схожа на кханду, але не має відношення до сикхізму та її значення для цієї релігійної спільноти.

### Куфічний почерк
Написана білим кольором і повторена одинадцять разів на внутрішніх краях кожної зеленої та червоної смуг є фраза «Аллаху Акбар» (Бог найвеличніший) у стилізованій версії Куфічного почерку. Це символізує заклики «Аллаху Акбар» у ніч на 22 багмана (11 лютого 1979 року), коли національне радіо Ірану передало: «З Тегерана, голос Ісламської Республіки Іран» і позначило неофіційний початок Ісламської Республіки (з офіційним днем 2 травня). Цей запис робить прапор необоротним.

### Кольори
Кольори іранського прапора є традиційними, ймовірно, датуються принаймні XVIII століттям, і їх можна інтерпретувати як символ ісламської релігії (зелений), мир (білий) і мужність (червоний). 
Кір Великий, перс, переміг свого діда Астіага, верховного суддю (царя) мідійців, і заснував Іран, об'єднавши персів і мідійців. Іранський прапор (який пізніше був розроблений за Дарія I Великого) символізував цю єдність і перемогу (зелений над білим і червоним) як прапор народу Ірану. 

#### Кольорова схема
|      | Зелений    | Білий       | Червоний     |
| ---- | ---------- | ----------- | ------------ |
| RGB  | 35/159/64  | 255/255/255 | 218/0/0      |
| HEX  | #239f40    | #FFFFFF     | #da0000      |
| CMYK | 78/0/60/38 | 0/0/0/0     | 0/100/100/15 |

### Конструкція прапора

Прапор із використанням конструкції циркуля та лінійки

Фізичні вимоги до прапора Ірану, простий конструкційний аркуш і побудова за допомогою циркуля та лінійки для емблеми та такбіру описані в національному стандарті Ірану ISIRI 1. співвідношення сторін у стандарті явно встановлено як 4:7. Кілька інших розмірів частин прапорів описані в простій конструкційній таблиці, але ці значення не всі узгоджуються з точними значеннями, отриманими при дотриманні класичної конструкції.